# Ірано-єменські відносини
Ірано-єменські відносини — двосторонні дипломатичні відносини між Іраном та Єменом.

## Історія
У 1960-і іранський шах Мохаммед Реза Пехлеві підтримував єменських роялістів під час громадянської війни в цій країні, допомагаючи їм фінансово та постачанням озброєння.
Наприкінці 1980-х Ісламська Республіка Іран налагодила добрі стосунки з Єменом після закінчення Ірано-іракської війни.
На початку 1990-х Іран навчав у релігійних навчальних закладах єменських студентів-хуситів. Серед цих студентів був Хусейн Бадруддін аль-Хусі, який згодом очолив повстанський рух хуситів у Ємені проти місцевого уряду.
У 2012 президент Ємену Алі Абдулли Салеха пішов у відставку під впливом безперервних акцій протесту в країні та іранські офіційні особи стали негласно надавати допомогу хуситам.
У січні 2013 єменські військові за підтримки USS Farragut (DDG-99) захопили іранське судно типу дау біля узбережжя Ємену, на борту якого знаходилися китайські ПЗРК QW-1. Після цього ірано-єменські відносини погіршилися, оскільки Іран заперечував звинувачення єменців у тому, що ПЗРК на борту дау призначалися для повстанців шиїтів. Шлях човна від порту Ірану до Ємену відстежувався представниками збройних сил США, операція із захоплення судна планувалися американськими військовими.
2 жовтня 2015 уряд Ємену оголосив про розрив дипломатичних відносин з Іраном через підтримку останніх шиїтських повстанців хуситів у їхній боротьбі проти президента Ємену Абд-Раббу Мансура Хаді. Потім представник уряду Ємену спростував розрив дипломатичних відносин з Іраном і сказав, що таке питання не стоїть на порядку денному. Однак, відносини між країнами серйозно погіршилися в тому числі і тому, що іранські підводні човни та військові кораблі знаходяться на бойовому чергуванні біля узбережжя Ємену (в Аденській затоці та Червоному морі), за твердженням Ірану для боротьби з піратством.